# Konståret 1954

## Priser och utmärkelser
- Prins Eugen-medaljen tilldelas Hugo Zuhr, målare, Paul Hedqvist, arkitekt, Barbro Nilsson, konsthatverkare, och Alvar Aalto, finländsk arkitekt.

## Verk

### Byggnadsverk
Simon Rodia avslutar arbetet med Watts Towers efter 33 år.

## Utställningar
- 16 februari – Jean-Pierre Duprey ställer ut elva skulpturer och fem målningar på André Bretons galleri À l'Étoile scellée i Paris.

## Födda

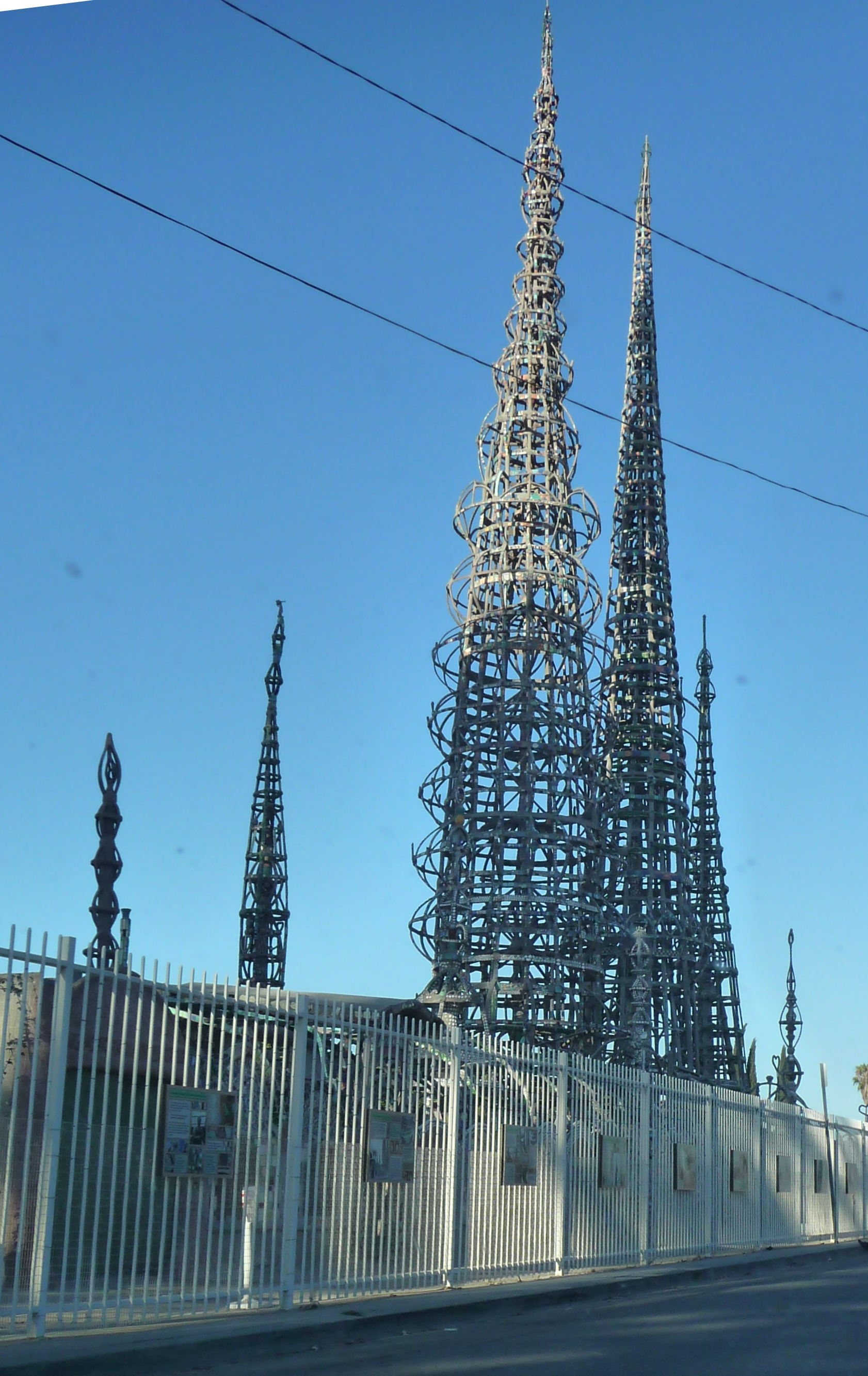
Watts Towers färdigställs 1954.

- 18 januari – Tom Sandqvist, författare och professor i konstens teori.
- 19 januari – Cindy Sherman, amerikansk fotograf och konstnär.
- 12 mars – Anish Kapoor, indisk-brittisk skulptör,
- 13 mars – Kari Cavén, finländsk skulptör.
- 2 april
  - Christina Alvner, svensk illustratör och författare.
  - Lars Lerin, svensk konstnär.
- 13 april – Magda Korotynska, polsk-svensk illustratör.
- 14 april – Katsuhiro Otomo, japansk serieskapare och regissör.
- 6 maj – Karl Johan Lilliesköld, svensk konstnär.
- 2 juni – Liv Mildrid Gjernes, norsk konstnär.
- 7 juni – Jan Theuninck, belgisk målare och poet.
- 11 juni – Gunna Grähs, svensk illustratör.
- 23 juli – Annie Sprinkle, amerikansk porrskådespelerska, konstnär och författare.
- 28 augusti – Cecilia Edefalk, svensk konstnär.
- 12 september – Robert Gober, amerikansk konstnär.
- 14 september – David Wojnarowicz, amerikansk målare, fotograf och författare.
- 19 september – Lo Snöfall, svensk målare och tecknare.
- 27 oktober – Mike Kelley, amerikansk konstnär.
- okänt datum – Jens Ahlbom, svensk bilderboksillustratör.
- okänt datum – Ewa Brodin, svensk konstnär.
- okänt datum – Edvard Derkert, svensk bildkonstnär.
- okänt datum – Martin Ehrling, svensk illustratör.
- okänt datum – Nils Ekwall, svensk surrealistisk konstnär.
- okänt datum – Mary GrandPré, amerikansk illustratör.
- okänt datum – Öivind Harsem, svensk grafiker och skulptör.
- okänt datum – Ann Makander, svensk konstnär.
- okänt datum – Erkers Marie Persson, svensk konstnär.
- okänt datum – Luis Royo, spansk fantasykonstnär.
- okänt datum – Gunnel Sahlin, svensk textilkonstnär, glaskonstnär och professor vid Konstfack.
- okänt datum – Susanne Vendsalu, svensk konstnär.

## Avlidna
- 26 januari – Carl Eldh (född 1873), svensk konstnär och skulptör.
- 14 februari – Clara Olsson (född 1866), svensk konstnär.
- 27 juni – Ella Hägg-Bolin (född 1872), svensk konstnär.